# Püspöki palota (Vác)
A váci püspöki palota a Váci egyházmegye barokk stílusú műemléképülete.

## Története
A jelenlegi palotát gróf Migazzi Kristóf Antal püspök építtette 1768-1775 között, Meissl Frigyes bécsi építész tervei szerint (1762–1771) váci iparosok munkájával. Berendezéséről Splényi Ferenc püspök (1787-1795) számbavételezése (1787) tájékoztat. Eredetileg Eszterházy Károly püspök (1759–1762) nagyvonalú elgondolása szerint Franz Anton Pilgram osztrák építész főhomlokzatával a székesegyházra néző palotát tervezett. A kétemeletes, klasszicizáló barokk palota legdíszesebb része a főbejárata és a mögötte elhelyezkedő hármasablakos aulája. A palota védett parkjában számos különleges növényben gyönyörködhetünk.

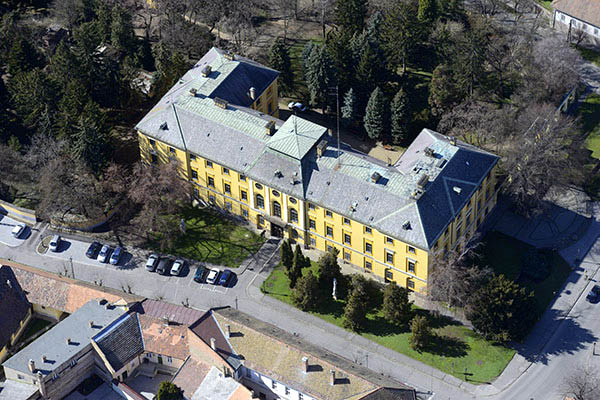
A Palota madártávlatból